# La Chaux, Orne

La Chaux este o comună în departamentul Orne, Franța. În 1 ianuarie 2022 avea o populație de 53 de locuitori.